# مارک سولمز

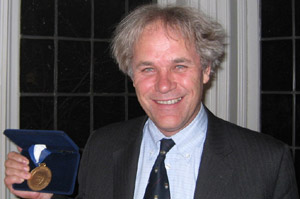
نگارهٔ مارک سولمز، عصب‌شناس و روانکاو - ۲۰۰۸

مارک سولمز (متولد ۱۹۶۱، آفریقای جنوبی) عصب‌شناس و روانکاو است. وی استاد نوروپسیکولوژی دانشگاه کیپ تاون و از تأسیس کنندگان انجمن روانکاوی بریتانیا است. شهرت وی به خاطر تأسیس علم میان رشته‌ای عصب روانکاوی است. عمده تحقیقات وی مربوط به رویابینی، هیجان و انگیزش است.

## نظریه رؤیا
مارک سولمز نظریه عصب‌شناسی خود را بر پایه فرضیه رویابینی فروید استوار کرد. طبق فرضیه فروید رؤیاها موهوم و تصادفی نیستند؛ بلکه دارای معنی برای شخص تجربه‌کننده رؤیا هستند. فروید برای رؤیا کارکردهای مختلفی قائل بود و آن را تحقق یک میل ناهشیار، کمک به طولانی‌تر شدن خواب آرام و رهایی از قید و بند واقعیت تحت تسلط اصل لذت در واکنش به برخی اشتغالات ذهنی روزمره یا پسمانده‌های روز می‌دانست.
طبق آزمایش‌های مارک سولمز زمانی که به «سیستم جستوگر» که مغز میانی را به لیمبیک و لوب پیشانی متصل می‌کند، آسیبی برسد، فرد دیگر رؤیا نمی‌بیند. سیستم جستجوگر انسان را به تحقق اهداف در رابطه با محیط برمی‌انگیزاند که در حقیقت همان اصل لذت در نظام فرویدی است. همچنین افرادی که به علت آسیب مغزی دیگر رؤیا نمی‌بینند، از خواب کوتاه‌تری برخوردار هستند که این نظریه را که رؤیا نگهبان خواب است را تأیید می‌کند.

## تالیفات
- مغز و دنیای درون، مارک سولمز و الیور ترنبال، ترجمه علی فیروزآبادی، نشر قطره[۴]